# Trofoblasto

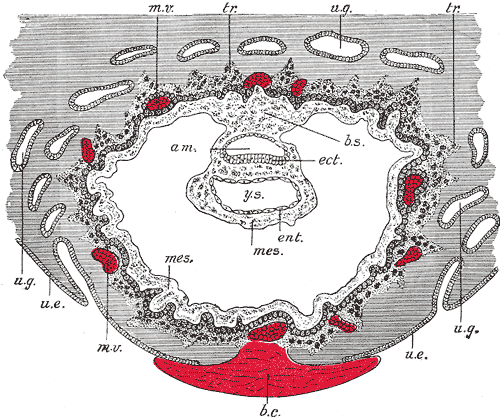
Sección que cruza a través de un embrión implantado en la decidua uterina.
am. Cavidad amniótica.
b.c. Coágulo sanguíneo.
b.s. Body-stalk.
ect. Ectodermo del embrión.
ent. Endodermo.
mes. Mesodermo.
m.v. Vasos maternos.
tr. Trofoblasto.
u.e. Epitelio uterino.
u.g. Glándulas uterinas.
y.s. Saco vitelino.

El trofoblasto (del griego threphein: alimentar) es un grupo de células que forman la capa externa del blastocisto, que provee nutrientes al embrión y se desarrolla como parte importante de la placenta, puesto que al tercer mes de la gestación este recibirá el nombre de placenta. Se forma durante la primera etapa del embarazo y son las primeras células que se diferencian del huevo fertilizado.

## Función
El trofoblasto está compuesto por células invasivas, erosionantes y metastásicas de la placenta. Por medio del trofoblasto se logra la implantación del blastocisto al endometrio uterino, aunque no llegan a ser incorporadas ni al cuerpo materno ni al fetal.
Durante el embarazo, el trofoblasto es inerte y para el tiempo del parto, es rechazado inmunológicamente tanto por la madre como por el feto. El trofoblasto se puede ver en la mayoría de los casos como una membrana que reviste al neonato al nacer.
Además la parte externa secreta la hormona HGC o GCH (hormona gonadotropina coriónica humana), que permite detectar el embarazo en las pruebas de orina y sangre, y cumple funciones análogas a la hormona L.
Este trofoblasto se mantiene hasta que el feto es expulsado y al final se extrae la placenta. Él pierde importancia al momento del parto.

## Diferenciación
El trofoblasto prolifera y se diferencia en dos capas:
| Capa                | Localización | Descripción |
| Citotrofoblasto     | Capa interna | Unicelular. |
| Sincitiotrofoblasto | Capa externa | Capa gruesa carente de límites que crece en dirección al estroma del endometrio. Secreta hCG para sostener la secreción de progesterona y mantener el embarazo a través de la persistencia del cuerpo lúteo los primeros 2 o 4 meses del embarazo. |

## Patología
La invasión de un tipo específico de trofoblasto (como el trofoblasto extravelloso) al útero materno es un estadio de vital importancia en el cementar el embarazo.
- La insuficiente invasión del trofoblasto puede tener relación con el desarrollo de algunos casos de preeclampsia.
- Si la adherencia al útero es demasiada firme, puede causar placenta accreta.

## Imágenes adicionales

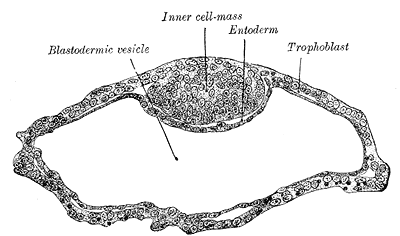
Vesícula blastodérmica de Vespertilio murinus.
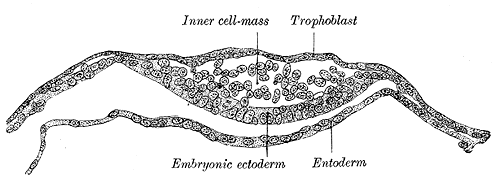
Sección a través de un disco embrionario de Vespertilio murinus.
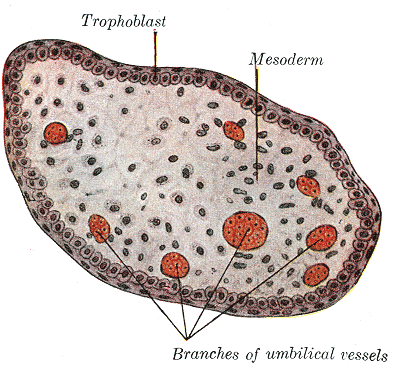
Sección transversa de una vellosidad coriónica.
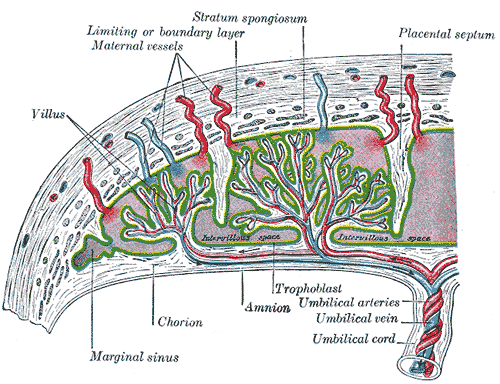
Esquema de la circulación placentaria.